# Nguyễn Võ Nghiêm Minh
Nguyễn Võ Nghiêm Minh, né en 1956, est un réalisateur, scénariste, producteur de cinéma vietnamien.

## Biographie
Ses films, comme Gardien de buffles, qu'il a réalisé et écrit, ont remporté de nombreux prix internationaux. Il est titulaire d'un doctorat en physique et a travaillé pendant 16 ans comme physicien à l'Université de Californie à Los Angeles avant d'obtenir un diplôme en cinéma dans la même université en 1998.
Il réalise en 2010 un court métrage Khi Yêu Đừng Quay Đầu Lại, un film romantique de huit minutes.
Son dernier film, Nước 2030, un long métrage futuriste se déroulant dans le Viêt Nam de 2030, a été sélectionné comme film d'ouverture de la section Panorama de la Berlinale 2014.

## Filmographie
- 2004 : Gardien de buffles (Mùa len trâu)
- 2010 : Khi Yêu Đừng Quay Đầu Lại
- 2014 : Nước 2030